# Kołaki Kościelne (gmina)
Pour les articles homonymes, voir Kołaki Kościelne.

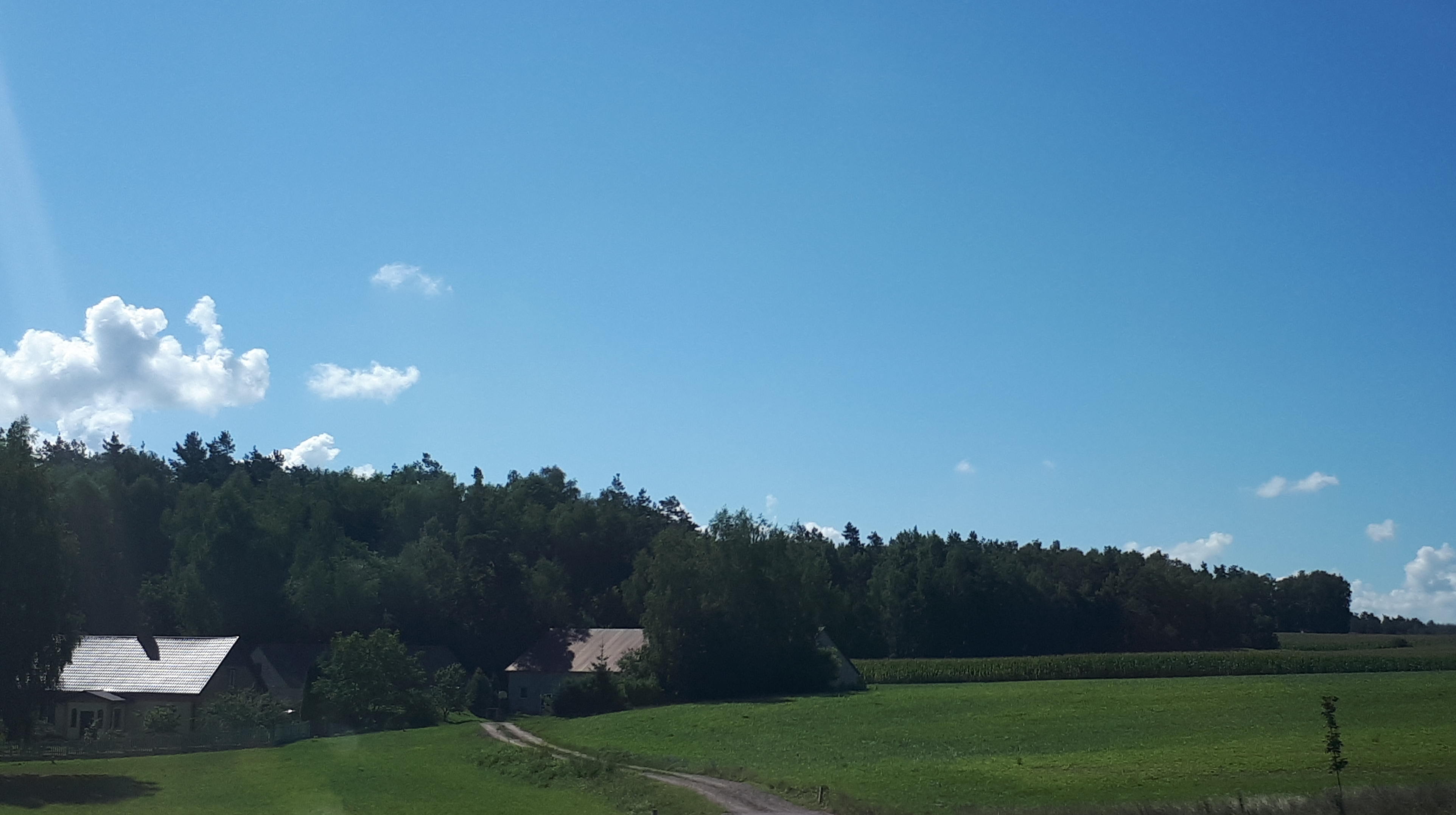
Kołaki Kościelne en août 2022

Kołaki Kościelne est une commune rurale polonaise de la voïvodie de Podlachie et du powiat de Zambrów. Elle s'étend sur 73,76 km2 et compte 2 429 habitants en 2006. Son siège est le village de Kołaki Kościelne qui se situe à environ 9 kilomètres au nord-est de Zambrów et à 55 kilomètres à l'ouest de Bialystok.

## Villages
La commune de Kołaki Kościelne comprend les villages et localités de Cholewy-Kołomyja, Ćwikły-Krajewo, Ćwikły-Rupie, Czachy-Kołaki, Czarnowo-Dąb, Czarnowo-Undy, Czosaki-Dąb, Głodowo-Dąb, Gosie Duże, Gosie Małe, Gunie-Ostrów, Kołaki Kościelne, Kossaki-Borowe, Krusze-Łubnice, Łętowo-Dąb, Łubnice-Krusze, Podłatki Duże, Podłatki Małe, Rębiszewo-Zegadły, Sanie-Dąb, Szczodruchy, Wiśniówek-Wertyce, Wróble-Arciszewo et Zanie-Leśnica.

## Villes voisines
La commune de Kołaki Kościelne est voisine des villes Kulesze Kościelne, Rutki, Wysokie Mazowieckie et Zambrów.